# Weltanschauung (Maurizio Bianchi)
Weltanschauung fu il secondo album che Maurizio Bianchi produsse con lo pseudonimo Leibstandarte SS MB, prodotto dalla Come Organisation nel 1982.
L'album vide la forte manomissione della produzione, tanto che lo stesso Maurizio Bianchi ne rifiutò la paternità, non riconoscendolo come parte della propria discografia, decretando così la rottura con l'etichetta discografica.

## Tracce
Lato A
1. Weltanschauung
2. Under The Victory Banner

Lato B
1. Endoradiation
2. SS 20 Attack